# Сон, Селин
Селин Сон (англ. Celine Song, урождённая Сон Хаён, кор. 송하영; род. 19 сентября 1988, Республика Корея) — канадский режиссёр, драматург и сценаристка, живущая в США. Её дебютная режиссёрская работа, «Прошлые жизни», получила признание критиков и была номинирована на 96-й церемонии вручения наград «Оскар» в категориях «Лучший фильм» и «Лучший оригинальный сценарий».

## Биография
Сон родилась в Южной Корее. Её родители перевезли семью в Канаду, когда ей было 12 лет. Её отец, Сон Нын Хан, — режиссёр, мать — иллюстратор и графический дизайнер. Она намекала, что её западное имя — отсылка к персонажу фильма 1974 года «Селин и Жюли совсем заврались» Жака Риветта.
Сон училась в Университете Куинс в Кингстоне, где изучала психологию и философию, позднее получила степень магистра драматургии в Колумбийском университете в Нью-Йорке в 2014 году.
Премьера пьесы Сон Endlings состоялась в 2019 году в Американском репертуарном театре. Внебродвейский показ спектакля открылся в марте 2020 года в New York Theatre Workshop, но был прерван из-за пандемии COVID-19. В неоднозначной рецензии Александра Шварц из The New Yorker описала Endlings как «два произведения, грубо склеенных вместе: традиционную пьесу, которая стремится изобразить жизнь людей, и метафикциональное исследование собственных мотивов драматурга, которое заигрывает с честностью, прежде чем спуститься по солипсическому пути без возврата». Пьеса была выбрана для участия в конференции драматургов О’Нила 2018 года и стала финалистом премии Сьюзан Смит Блэкберн 2020 года.
Сон написала сценарий для своего режиссёрского дебюта «Прошлые жизни» о двух друзьях детства, которые воссоединяются в зрелом возрасте (их сыграли Грета Ли и Тео Ю). Фильм отчасти вдохновлён жизнью Сон, в частности ужином, который она провела со своим англоговорящим мужем и корейскоговорящей подругой в Нью-Йорке. В интервью Скотту Файнбергу для подкаста The Hollywood Reporter’s Awards Chatter она размышляет об этом опыте: «В какой-то момент я поняла, что не только перевожу между их языками и культурами, но и перевожу между этими двумя частями себя». Фильм был снят компанией A24, премьера состоялась 21 января 2023 года на кинофестивале «Сандэнс». Фильм «Прошлые жизни» получил признание критиков и сравнивался с работами Ричарда Линклейтера, Вуди Аллена и Ноа Баумбаха. Бенджамин Ли из The Guardian оценил его в 4/5 звезд и высоко оценил работу Сон: «Как сценаристу, Сон удаётся сохранять правдоподобную лёгкость и свободу диалогов, а как режиссёр, она уверенно и выразительно снимает оба города с широтой, которая не соответствует её неопытности. Это красивый, увлекательный фильм, но снятый обеими ногами на земле». Ричард Лоусон из Vanity Fair назвал фильм «сдержанным и в то же время масштабным в своём рассмотрении медленных изменений в жизни, прошлого, постоянно шепчущегося с настоящим». Это настолько удачный дебют, насколько можно надеяться увидеть на «Сандэнсе», заявление режиссера, уверенного в своём ремесле и щедрого сердцем". Алисса Уилкинсон из Vox написала, что «Прошлые жизни» должны стать «одним из самых обсуждаемых фильмов 2023 года». Лента получила множество наград и была номинирована на 96-й церемонии вручения наград «Оскар» в категориях «Лучший фильм» и «Лучший оригинальный сценарий».
Первой работой Сон в качестве сценариста на телевидении стал первый сезон сериала «Колесо времени» от Amazon. Её следующий кинопроект, «Материалистка», находится в производстве у компании A24. В главных ролях снимаются Дакота Джонсон, Педро Паскаль и Крис Эванс, а Sony Pictures приобрела права на международную дистрибуцию на Европейском кинорынке в феврале 2024 года. 11 апреля 2024 года вышел клип на песню «Goddess» поп-исполнительницы Laufey, режиссёром которого выступила Селин Сон.

### Личная жизнь
Сон живет в Нью-Йорке со своим мужем, писателем Джастином Курицкесом, с которым она познакомилась в резиденции для художников, организованной Фондом Эдварда Ф. Олби. Сон говорит, что он всегда первым читает её сценарии.

## Фильмография
| Год  |   | Русское название | Оригинальное название | Участие                        |
| ---- | - | ---------------- | --------------------- | ------------------------------ |
| 2021 | с | Колесо времени   | The Wheel of Time     | штатный сценарист (8 эпизодов) |
| 2023 | ф | Прошлые жизни    | Past Lives            | режиссёр, сценарист            |
| 2025 | ф | Материалистка    | Materialists          | режиссёр, сценарист, продюсер  |